# Кубок Кремля по современному пятиборью 2013
Кубок Кремля по современному пятиборью 2013 — третий турнир Кубка Кремля, прошедший в Москве с 15 по 16 июня 2013 года. Призовой фонд турнира: $100 тысяч.
В Кубке Кремля выступают по 24 лучших пятиборца мира среди мужчин и женщин по персональному приглашению.
Первые места в соревнованиях среди женщин заняли Яна Маркеш, Лаура Асадаускайте и Людмила Кукушкина.
Первые места в соревнованиях среди мужчин заняли Илья Фролов, Александр Лесун и Роберт Каса.

## Женщины
15 июня 2013 года прошли соревнования среди женщин.

### Итоговые результаты
Итоговые места распределись следующим образом:
1. Яна Маркеш (Бразилия) — 5268.
2. Лаура Асадаускайте (Литва) — 5264.
3. Людмила Кукушкина (Россия) — 5196.
4. Лена Шёнеборн (Германия) — 5180.
5. Екатерина Хураськина — 5156.
6. Ольга Карманчикова — 5140…
10. Анна Савченко — 4960…
14. Доната Римшайте — 4888…
18. Алисэ Фахрутдинова — 4640…
20. Диана Бербега — 4424.
21. Анастасия Петрова (все — Россия) — 4408.

## Мужчины
16 июня 2013 года прошли соревнования среди мужчин.

### Итоговые результаты
Итоговые места распределись следующим образом:
1. Илья Фролов — 5764.
2. Александр Лесун (оба — Россия) — 5740.
3. Роберт Каса (Венгрия) — 5724.
4. Амро Эль-Гезири (Египет) — 5652.
5. Риккардо Де Лука (Италия) — 5608.
6. Павел Тимошенко (Украина) — 5596.
7. Максим Кустов — 5580.
8. Роман Дьячков — 5564…
12. Дмитрий Лукач — 5476.
13. Максим Шерстюк — 5464…
23. Максим Кузнецов (оба — Россия) — 4220.